# Nguyễn Dục
Nguyễn Dục (1807-1877), tự: Tử Minh; là danh thần triều Nguyễn và là nhà giáo Việt Nam.

## Tiểu sử
Nguyễn Dục là người làng Chiên Đàn, tổng Chiên Đàn Trung, huyện Hà Đông, phủ Thăng Bình (nay là thôn An Thọ, xã Tam An, huyện Phú Ninh, tỉnh Quảng Nam).
Cha ông là Nguyễn Văn Túy, một nhà giáo giỏi và đức độ. Mẹ ông là bà Ung Thị Lãng, là một người phụ nữ đức hạnh. Năm Tự Đức thứ 19 (Bính Dần, 1866), ông Túy được ban tặng tước vị là "Phụng nghi đại phu Hàn lâm viện thị độc", và bà Lãng cũng được ban tặng tước vị là "Chánh Ngũ phẩm Nghi nhân".
Lúc trẻ, Nguyễn Dục nổi tiếng là người hiếu thảo và có tài văn chương. Năm Minh Mạng thứ 19 (Mậu Tuất, 1838), ông dự thi Hội đỗ Phó bảng, được bổ dụng làm quan, nhưng ông xin được ở nhà để lo phụng dưỡng mẹ già cho đến khi mẹ mất.
Năm Thiệu Trị thứ 3 (Quý Mão, 1843), sau khi mẹ mất, Nguyễn Dục mới bắt đầu ra làm quan, lần lượt trải các chức vụ: Kiểm thảo, Tri phủ Kiến Thụy (Hải Phòng), Trước tác sung Biên tu ở Sử quán, Hành tẩu Nội các.
Năm Thiệu Trị thứ 7 (Đinh Mùi, 1847), vì bệnh, ông xin cáo quan về nhà nghỉ đến 14 năm, lấy sách vở làm vui và mở trường dạy học. Học trò của ông có rất nhiều người đỗ đạt.
Năm Tự Đức thứ 14 (Tân Dậu, 1861), ông ra nhận chức Giáo thụ ở Điện Bàn (Quảng Nam), sau chuyển làm Đốc học tỉnh Quảng Ngãi.
Năm Tự Đức thứ 17 (Giáp Tý, 1864), đổi ông làm Viên ngoại, lãnh chức Lang trung bộ Lại .
Sau đó (Bính Dần, 1866), ông được đặc cách làm Tế tửu (tương đương chức Hiệu trưởng trường Đại học) trường Quốc Tử Giám ở Huế, vì được Tham tri bộ Lại là Phạm Phú Thứ tiến cử. 
Sách "Đại Nam chính biên liệt truyện (Nhị tập, quyển 33) chép:
..."Bấy giờ sinh viên ở Quốc Tử Giám phần nhiều vắng thiếu, vua (Tự Đức) nhân hỏi Tham tri bộ Lại là Phạm Phú Thứ rằng: "Ở tỉnh Quảng Nam có người nào phẩm hạnh đoan chính không ?" (Phạm) Phú Thứ thưa: "Có (Nguyễn) Dục". Tức thì cất lên làm Tế tửu vì đặc cách lựa chọn"...
Chẳng bao lâu sau, vì có bệnh, ông lại xin từ chức. Vua Tự Đức ban dụ an ủi để lưu lại, và cử ông làm Phó Chủ khảo trường thi Hương Bình Định.
Năm Tự Đức thứ 21 (Mậu Thìn, 1869), chuyển ông làm Thị độc Học sĩ và Đốc học Quảng Nam.
Năm Tự Đức thứ 25 (Nhâm Thân, 1872), thăng ông làm Thị lang bộ Lễ, sung chức Giáo đạo ở Dục Đức đường để dạy học cho Hoàng tử Nguyễn Phúc Ưng Chân (sau này là vua Dục Đức).
Năm Tự Đức thứ 29 (Bính Tý, 1876), lấy cớ tuổi cao và bệnh, ông lại xin về nghỉ, nhưng nhà vua chỉ cho nghỉ ba tháng.
Năm sau (Đinh Sửu, 1877), do bệnh không thuyên giảm, Nguyễn Dục dâng sớ xin nghỉ hẳn ở tại quê nhà. Lần này vua Tự Đức ban dụ rằng:
..."(Nguyễn) Dục về đức hạnh thuần khiết và lão luyện, xử việc thận trọng, lại hay xem xét mọi lẽ nghiêm chỉnh nên Hoàng tử biết kính sợ, so với Đoàn Khắc Thượng có phần hơn. Trước đây, (Nguyễn Dục) cáo bệnh xin về, trẫm thương là bậc già yếu, nên cũng gượng theo lời xin mà cho nghỉ, tưởng sẽ còn có lúc trở lại nhận chức nên chỉ mới đặc cách ban tặng vàng mà chưa gia ơn tặng chức. Năm nay, (Nguyễn Dục) đã hơn bảy mươi, vậy cho được thăng làm Thự Lễ bộ Hữu tham tri, cho được nhận một nửa bổng lộc mà về làng nghỉ. Hễ thấy bệnh thuyên giảm thì mau vào cung nhận chức, để đáp ơn tri ngộ trước sau, lại cũng để thỏa ý tôn trọng người làm thầy và sự chú tâm đến người ngay của trẫm" .
Nguyễn Dục dâng sớ xin không nhận bổng lộc, vì tự cho mình chỉ là "kẻ tài hèn đức mọn, chẳng hề có công trạng gì" , nhưng nhà vua không chấp thuận.
Mùa đông năm ấy (1877), ông mất tại nhà, thọ 70 tuổi. Tỉnh thần tâu lên, vua sai chiếu theo lệ mà cấp tiền mai táng.

## Khen ngợi, ghi công
Sách Đại Nam chính biên liệt truyện (Nhị tập, quyển 33) chép:
"(Nguyễn) Dục là người trung hậu, giản dị, văn chương lại thuần nhã. Về Hội khoa, (ông) đứng đầu hàng huyện, làm quan thời thanh liêm, thân sĩ ở Nam Châu thường suy tôn ông là người có học hạnh" .
Danh thần nhà Nguyễn là Nguyễn Thuật cũng đã viết về ông như sau:
"Thói đời khác xa, người làm quan đau đáu lợi danh, nhưng ông (Nguyễn Dục) thì lặng lẽ sống đời cao khiết thanh bạch, vượt khỏi hạng tầm thường, không màng vàng bạc, uống nước lã khác cách thế gian, mười lăm năm làm quan thẳng thắn, không lo toan của tiền. Cho nên, một mai ra đi không lưu luyến thứ gì. Sự tiến thoái của ông khớp với nghĩa, ấy là đạo dạy người".
Ghi nhận công lao của Nguyễn Dục, tên ông đã được dùng để đặt tên cho một trường học (trường PTTH Nguyễn Dục ở huyện Phú Ninh) và một đường phố (ở thành phố Tam Kỳ). 
Ở tại xã Tam An, huyện Phú Ninh, có nhà lưu niệm Nguyễn Dục. Hiện ở đây còn lưu giữ tất cả những bằng sắc của ông.

## Con
Con ông là Nguyễn Thích (1850-1885), đỗ Tiến sĩ dưới triều vua Kiến Phúc (1848), làm quan trải đến chức Biên tu sung Hành tẩu Cơ mật viện. Năm Ất Dậu (1885), cuộc phản công của phe chủ chiến thất bại, ông đã hy sinh cùng chiến sĩ và đồng bào trong ngày thất thủ kinh đô (ngày 23 tháng 5, nhằm ngày 5 tháng 7).

## Sách tham khảo
- Quốc sử quán triều Nguyễn, Đại Nam chính biên liệt truyện, truyện "Nguyễn Dục". Nhà xuất bản Văn học, 2004.
- Nguyễn Khắc Thuần, Việt sử giai thoại (tập 8). Nhà xuất bản Giáo dục, 1998.